# シャイニング・ハーツ
『シャイニング・ハーツ』（Shining Hearts）は、セガから2010年12月16日に発売されたPlayStation Portable専用ゲームソフト。セガのRPGシリーズ『シャイニング・シリーズ』の初のPlayStation Portable向けタイトル。東京ゲームショウ2010において、概要と担当声優が発表された。
舞台は獣人族やエルフなどが様々な種族が暮らすウィンダリア島。島に流れ着いた時に記憶と感情を失った神秘的な少女カグヤとその少女の失くした心を集めていく主人公リックを中心とした物語。開発は『どきどきポヤッチオ』などを手掛けたスタッフが設立した「スタジオ最前線」が担当、『ポヤッチオ』同様に本作でも「パン焼き」システムが採用され、ゲーム内における重要なウェイトを占めている。バトル形式は主人公とパートナー＋2人で最大4人パーティの戦闘システム。
2012年には本作を原作としたアニメ作品『シャイニング・ハーツ 〜幸せのパン〜』が制作された（後述）。

## ココロ
このゲームの根幹をなすシステムで、ハートを一定以上ためないと物語が進まない。ハートは相手の感情が形になって放出された物で大きく分けて4種類がある。
- 赤色：うれしい・好意
- 青色：悲しい・切ない
- 緑色：いやし・ほっとする
- 黄色：怒り・はげしい

また、全ての感情の増減させる黒色（マイナス）、銀・金色（プラス）もある。
ハートはパートナーが最初から持っている「魔法のランタン」に各色最大999個まで蓄積される。魔法のランタンはフィールド上で移動すると色が変わり、敵とのエンカウントの目安にもなる。稀に画面全体が赤く光ると、通常より強めのレアモンスターが出る。
ハートは人へのあいさつ・パンを届ける・戦闘中の仲間からの信頼や敵への攻撃などで集まり、一部の選択肢を選ぶ・パンを焼く・戦闘中に必殺技を使うと消費されるが総数はカウントされたままである。

## 登場人物
ゲームで仲間になる人物は☆（パートナーの3人娘はいずれか一人のみ）

### 主要人物
リック・エルウッド（主人公）☆※名前は変更可能
声 - 神谷浩史（ゲームでは戦闘中のみ）
本作の主人公。剣士。自分の名前以外の記憶を失い、ウィンダリア島に流れ着いた漂流人の少年。
パートナー（ネリス、アミル、エアリィの3人から選択）に拾われ、マデラの魔法のパン屋でアルバイトをしながら島で生活することになる。
なぜかパートナーの名前（変更可能）を初めから知っている。
アニメ版
「パン屋ル・クール」の従業員で、漂流船を寝床（自宅）にし朝の夜明け前にネリスたちからパンの仕込みを任されている。パンを作る際に心に迷いがあると出来上がったパンはそれなりの味が変わってしまう繊細な心の持ち主でもある。

アミル・マナフレア ☆
声 - 伊藤かな恵 
主人公のパートナーの一人。魔法使いで15歳。※物語冒頭で3人（アミル、ネリス、エアリィ）のうちから1人選ぶ。選ばれなかった2人は物語に登場しない。性格は3人とも共通。
物語冒頭で流れ着いたリックを拾い、彼と共に生活することになる。彼女自身もまた、かつて記憶を無くし島に流れ着いた過去を持つ（アミル、ネリス、エアリィ共に共通）。
『シャイニング・ブレイド』やアニメ版『ハーツ』では性格も異なる独立した3人のキャラクターとして登場しており、声もそれぞれ別の声優が務めている。
アニメ版
「パン屋ル・クール」の店主の一人で、物語設定上メインヒロイン的な立場となっている。性格は気が強くリックの手作りパンを悪く言われると不機嫌になり相手に対して強気に出てしまう。ムードメーカ的な存在。

ネリス・フィリアム ☆
声 - 伊藤かな恵 / 相沢舞（アニメ）
主人公のパートナーの一人。狩人で16歳。アニメ版では「パン屋ル・クール」の店主の一人で、3人の中ではネリスが早起きで、フライパンとオタマの音を立ててリックを起こしにくるなど多少テンションが高めであるが、普段は冷静沈着な性格。また相手のやり方に納得できないと相手の身分に関係なく強気に出てしまう一面を持っている。3人の中で背が高くリーダー的な存在。武器は弓を使用。
エアリィ・アーデット ☆
声 - 伊藤かな恵 / 三上枝織（アニメ）
主人公のパートナーの一人。修道女で15歳。アニメ版では「パン屋ル・クール」の店主の一人で、温厚で穏やかな性格。癒し的な存在。
マデラ・メイガス
声 - 江森浩子
魔法のパン屋（アニメ版ではマデラのパン屋）の店長をつとめる老婆で、ハンクの古くからの友人でもある。昔は魔導師だったらしい。アニメ版ではリックやアミルたちの良き理解者となっている。昔は人を構う人間ではなかったが、漂流人を助ける度に人助けが天職だと思うようになり現在に至っている。ウィンダリア島で唯一、異世界に関する知識を持つ人物。

### 街内関係者
リン・シャオメイ ☆
声 - 斎藤千和
ウィンダリア島で骨董屋を営む猫の獣人。クラスはモンク。好物は中華まん。
「怪盗ブラックテール」としての裏の顔を持ち、事ある毎に人をまき込む性格。城の宝物庫に忍び込み入手した多額のお宝を孤児たちのために教会に寄付をしていたが、神父はそのことには気づいていない。リックとハンク以外は彼女の正体は知らない。後に城に忍び込んだ罪によりハンクと共に王国に捕らえられてしまうが、ラグナス王子に全て話したことで釈放される。武器はグローブと鋭利なカード。
『初音ミク -Project DIVA- extend』では、MEIKOがこのキャラクターのコスプレをしたモジュールがある。
カグヤ
声 - 桑島法子
物語のキーパーソンとなるヒロインの一人。ウィンダリア島に流れ着いた記憶喪失の少女。16歳。おっとりとした性格。持っている精霊石のペンダントに秘密があるらしい。アニメ版ではアミルたちに拾われロン医師の診療所で入院している。入院中はリックの手作りパンを主食にしていた。
正体は異世界から来た少女で、クイーンのマスター。また同じ異世界から武装船団の海賊に狙われていることが明らかとなる。
ロン
声 - 麻生智久
診療所の医師。アミルたちの知らせで、漂流で倒れていたカグヤを診療所に運び治療のため彼女を入院させた。
イーリア
声 - 髙山ゆうこ
診療所の看護士。ロン医師の部下。患者のカグヤを担当している。
フローラ
声 - 大浦冬華
シュウの母親。酒場の店主で、ディランの友人。彼女もまた漂流人で過去の記憶がない。マデラとしは親しく過去にマデラにレシピを教わった経歴を持つ。何事も前向きに考える確りした性格。夜の商売で、昼間は寝ているためかなり寝起きが悪い。リックの良き理解者。
シュウ
声 - 大浦冬華（アニメ版のみ）
フローラの息子。母のお手製の蜂蜜サンドが好物。
ジャン
声 - 逢坂良太
アニメ版に登場。漁師の青年で、ネリスとは親しい。
ヴァンス
声 - 高岡瓶々
アニメ版に登場。漁師。ジャンの伯父。ネリスに海に口にする物以外は取るなと忠告をした。

### 街外れ関係者
ハンク・ディムロック ☆
声 - 佐藤正治
マデラの古くからの友人。ドワーフの鍛冶屋で、魔法のパン屋の窯を作った人物でもある。偏屈な性格ではあるが、親しい相手に対しては相談に乗ったりアドバイスをしたりと優しい一面を持っている。クイーンに深く関わりあう人物で、クイーンの起動となるパーツを入手するため一時的にリンと手を組み城の宝物庫に忍び込んだ。後に城に忍び込んだ罪によりリンと共に王国に捕らえられてしまうが、ラグナス王子に全て話したことで釈放される。クラスは重戦士。武骨なパンを好む。専用武器はガンドアームとマジングアーム。
ファントム・クイーン EX-X（イグゼクティ）
声 - 橘田いずみ
ウィンダリア島に流れ着いた漂流人（機械人形）で、流れ着いた際にハンクに拾われ現時点停止状態であった。しかしハンクが城から起動パーツを盗み取り返したと同時に起動パーツがクイーンの体に吸い込まれクイーンは完全復活した。正体は異世界から来た少女型の機械人形で、カグヤの守護者。カグヤを手に入れ連れ去ろうとする異世界から来た武装船団の海賊からカグヤの身を守るためにやってきた。飛行能力を持ちレーザー光線はどんな鉄をも切り裂く。
アルヴィン ☆
声 - 神谷浩史
エルフの森の護人の長。クラスは精霊使い。気難しい性格であり、人間を敬遠している。素朴なパンを好む。
ラナ
声 - 広橋涼
アルヴィンの妹。兄とは対照的に快活で人懐っこい性格をしており、エルフの中では珍しく、人間に対し好意的に接する。
実は『シャイニング・ティアーズ』や『シャイニング・ウィンド』に登場するエルウィン（フルネーム:エルウィン・ラナ・シルフィス）その人ではあるが、『ティアーズ』『ウィンド』『ティアーズ・クロス・ウィンド』と本編との関連は一切ない。
メルティ・ド・グラニテ ☆
声 - 釘宮理恵
墓地の傍にある洋館の主。甘くてとろけるような美味しいアイスクリームの研究をしている。極端な暑がりで、外に出ることを好まない。クラスは魔導師。好物はジャムパン。
外見も言動も幼いが実年齢は300歳を超えており魔導師としての能力も一流。
ソルベエ
声 - 金田朋子
メルティの使い魔。我儘なメルティに振り回されっぱなしで、メルティの技「しもべガード」でも登場する。
日夜主人のために裏でいろいろな計画をねっている。甘い物が好き。
次回作『シャイニング・ブレイド』の小説版にもゲスト出演している。
サミィ
声 - 藤東知夏
アニメ版に登場。牧場の娘で、バターやチーズ、ハムや氷などの販売も行っている。サミィにとってのネリスたちはお得意様でもある。

### 王国関係者
ラグナス・ウィンダリア ☆
声 - 緑川光
ウィンダリア王国の王子でルフィーナの兄。20歳。クラスはパラディン。吟遊詩人な王子様。言動は軽薄でキザだが、頭の回転は速くいざというときには頼りになる。ワインに合うパンを好む。少しナルシスト的な性格で、趣味はハープ弾き。依頼の成功の暁には褒美を贈呈するなど太っ腹でもある。
ルフィーナ・ウィンダリア ☆
声 - 堀江由衣
ウィンダリア王国の王女でラグナスの妹。18歳。クラスは司祭。紅茶にあうパンを好む。ラグナス王子と共に赤いバラが大好き。礼儀正しく人懐こい性格で、城の外の世界に関する話に興味がある。高度な魔力の使い手で、アニメ版では武装船団（海賊）の首領との決戦に備えてリックに翼を与えた。
実は『シャイニング・ウィンド』に登場したクレハやクララクランの祖先にあたる人物。
ローナ・ムラサメ ☆
声 - 広橋涼
ルフィーナに仕える狼獣人のメイドにしてお庭番。クラスは忍者。料理の腕前はウインダリアの料理番を務めラグナス王子が太鼓判を押すほどの一流の持ち主。しょっちゅう転ぶドジ娘癖があり、ウインダリア兄妹の日々の楽しみになっている。漢字では狼奈（ロウナ）。好物はたいやき。
彼女もまた記憶を無くした漂流人。刃物を持つと集中力が高まり扱いも一流。刀の錆がキライ。武器は仕込みナイフを使用。

### 海賊関係者
異形の海賊
声 - 安元洋貴
アニメ版に登場。名前は不明。異世界から来た武装船団（海賊）の首領。鰐獣人的な巨漢。島を破壊してでもカグヤと精霊石のペンダントを手に入れ連れ去ろうと企んでいる。最後はリックに倒されクイーン放つ光線で武装船と共に海の藻屑へと消える。
ディラン・ローエン ☆
声 - 中井和哉
海賊の長。海賊ではあるが、非道は嫌う。クラスは双剣士。スパイシーなパンを好む。アニメ版ではフローラの客人にして友人。ラム酒が好き。
ゲーム版のみ登場キャラクター
ミストラル・ネレイス
声 - 田村ゆかり
愛称はミスティ。海賊団セイレーンの船長。強力な魔法を使う。カグヤの持つ精霊石を狙っている。
その素性はシャイニング・ウィンドに登場したホウメイの実妹。外見上は明らかにミストラルのほうが年上だが、これはホウメイは普段から魔力の消費を抑えているのに対し、ミストラルは大人の魅力をだすため積極的に魔力を使用しているため。
バルダー
声 - 島田敏
ミストラルに仕える三獣士の一人。
レイドン
声 - 田中一成
ミストラルに仕える三獣士の一人。
ガデム
声 - 寺本勲
ミストラルに仕える三獣士の一人。
アイザック・サン･ジェルマン
声 - 稲田徹
機甲海賊「ガイルバンカー」を率いる海賊。ディランとは旧知の仲。

### その他
ゲーム版のみ登場キャラクター
マキシマ・エンフィールド
声 - 水樹奈々
謎多き、落ち着いた雰囲気の女性。カグヤと関係があるらしい。
クオン・ガオロード ☆
声 - 菅沼久義
獣人の少年。人語を理解することはできるが、話すことができず、人間にもなつかない。クエスト「はらぺこクオン」をクリアすると仲間になる。クラスは格闘家。
ヒュウガ・ゲンロウサイ
声 - 龍田直樹
サイガ衆の首領でローナの師匠。
ハヤネ・フブキ
声 - 白石涼子
サイガ衆の忍で、ローナとは親友だった。
ゲルド・ドラクレア
声 - 今村直樹
幽霊船の船長。
マリン
声 - なし
東の浜辺にいる少女。少年のような話し方をする。

## スタッフ
- プロデューサー - 澤田剛
- キャラクターデザイン - Tony
- 音楽 - 菊田裕樹
- シナリオ - でこくーる

## 主題歌
オープニングテーマ「心に届く詩」
作詞 - Bee' / 作曲 - 上松範康 / 編曲 - 藤田淳平 / 歌 - Lia
イメージソング「WHITE and SHADOW 〜夢幻の輪舞〜」
作詞 - 澤田剛 / 作曲・編曲 - 菊田裕樹 / 歌 - Lia

## 関連商品

### 書籍
シャイニング・ハーツ ビジュアル設定資料集
ファミ通 ISBN 4047277509 ISBN 978-4047277502
トニーズアートワークス フロムシャイニングワールド
ファミ通 ISBN 4757748183 ISBN 978-4757748187
シャイニング・ハーツ やさしいパンの薫る島
著：加納新太（ファミ通文庫） ISBN 4047272264 ISBN 978-4047272262

### 音楽CD
「シャイニング・ハーツ」オリジナル・サウンドトラック
レーベル: ポニーキャニオン ASIN B004BDPMH8
心に届く詩（シャイニング・ハーツテーマソング）
アーティスト：Lia
レーベル: ポニーキャニオン ASIN B0046CZPBW

### ドラマCD
「シャイニング・ハーツ」
出演：神谷浩史、伊藤かな恵、緑川光、斎藤千和、中井和哉、桑島法子、他
収録リスト：1.幸せな乙女の悩み? 2.幸せを運ぶ箱3. 幸せの特効薬
レーベル: フロンティアワークス ASIN B004L9KOBQ

### フィギュア
ネリス
- ゲーマガver. メーカー：壽屋 ASIN B0071G7QU8

カグヤ
- 1/8スケール  メーカー：壽屋 ASIN B004NYB0WG

マキシマ
- 1/8スケール メーカー：壽屋 ASIN B004GTMZAO

ルフィーナ
- 1/8スケール メーカー：壽屋 ASIN B00601CVY6

ローナ
- 1/8スケール メーカー：壽屋 ASIN B005TT9DWS

シャオメイ
- 1/7スケール メーカー：Max Factory ASIN B004SJTHTE
- 1/6スケール メーカー：壽屋 ASIN B006G7GXV6

メルティ
- 1/8スケール メーカー：壽屋 ASIN B005B46LAI

ミストラル
- 1/7スケール メーカー：やまと ASIN B005C3CP80

裏雪姫
- 1/8スケール メーカー：壽屋 ASIN B004XYIC68
- 水着ver. 1/7スケール メーカー：壽屋 ASIN B005PVKECI

ファントムクイーン イグゼクティ
- 1/8スケール メーカー：壽屋 ASIN B0044KNLPS

## テレビアニメ
2012年4月から6月まで『シャイニング・ハーツ 〜幸せのパン〜』のタイトルで、TOKYO MX、MBS、CBCほかにて放送された。全12話。

### スタッフ（アニメ）
- 原作 - SEGA[3]
- 監督・シリーズ構成・絵コンテ - 川崎逸朗[3]
- キャラクター原案 - Tony[3]
- キャラクターデザイナー - 松本圭太[3]
- サブキャラクターデザイナー・総作画監督 - 八尋裕子
- プロップデザイナー - 小谷杏子[3]、常木志伸 [3]
- 美術設定 - 青木智由紀[3]、イノセユキエ[3]
- 美術監督 - 池信孝[3]、温水陽子[3]
- 色彩設定 - 田中美穂[3]
- 特殊効果 - 村上正博[3]
- 撮影監督 - 大庭直之[3]
- 編集 - 植松淳一[3]
- 音響監督 - 長崎行男[3]
- 音楽 - 菊田裕樹[3]
- プロデューサー - 中山雅弘、後藤政則、重田国義、新宿五郎
- アニメーションプロデューサー - 黒澤亘[3]
- アニメーション制作 - Production I.G[3]
- 製作 - ル・クール愛好会[3]（セガ、エイベックス・エンタテインメント、ボークス、ダックスプロダクション）

### 主題歌（アニメ）
オープニングテーマ「時世界〜トキセカイ〜」（第1話 - 第6話、第8話 - 第11話）
作詞・作曲・編曲 - 前山田健一 / 歌 - アミル（伊藤かな恵）、ネリス（相沢舞）、エアリィ（三上枝織）
第7話、第12話はOPがない代わりに挿入歌で使用された。
エンディングテーマ「ふわっふわのまほう」
作詞・作曲・編曲 - 前山田健一 / 歌 - アミル（伊藤かな恵）、ネリス（相沢舞）、エアリィ（三上枝織）
挿入歌
「WHITE and SHADOW〜夢幻の輪舞〜」（第3話、第10話）
作詞 - 澤田剛 / 作曲・編曲 - 菊田裕樹 / 歌 - Lia（Veil）
「心に届く詩」（第3話、第11話）
作詞 - Bee' / 作曲 - 上松範康 / 編曲 - 藤田淳平 / 歌 - Lia（Veil）

### 各話リスト
| 話数   | サブタイトル           | 脚本       | 演出            | 作画監督                                  |
| ------ | ---------------------- | ---------- | --------------- | ----------------------------------------- |
| 第1話  | ル・クールへようこそ   | 川崎逸朗   | 森之宮彩花      | 宮川智恵子、頂真司                        |
| 第2話  | 嵐の日                 | 谷村大四郎 | 鳥羽聡          | ふくだのりゆき、Hwang Mi JUNG             |
| 第3話  | 灯火管制               | 川崎逸朗   | やしろ駿        | 田畑昭、小谷杏子                          |
| 第4話  | 機械人形               | 川崎逸朗   | 石原あゆむ      | 武田欣弘                                  |
| 第5話  | とろけるような         | 谷村大四郎 | 政木伸一        | 青山正宣、永田正美                        |
| 第6話  | 王子からの依頼         | 谷村大四郎 | 頂真司          | 植田実、頂真司                            |
| 第7話  | それぞれのココロ       | 川崎逸朗   | 丸山由太        | 桜井正明、青野厚司、竹上貴雄              |
| 第8話  | 漂流人（さすらいびと） | 谷村大四郎 | 蔵本穂高        | 飯飼一幸                                  |
| 第9話  | 怪盗再び               | 谷村大四郎 | 鳥羽聡          | 長田絵里、ふくだのりゆき                  |
| 第10話 | 異世界からの使者       | 谷村大四郎 | 政木伸一        | 山崎輝彦、松尾真彦 飯飼一幸、永田正美     |
| 第11話 | 決戦                   | 川崎逸朗   | 小野葉渡        | 植田実、田畑昭、沼津雅人 寒川歩、嶋田俊彦 |
| 第12話 | 幸せのパン             | 川崎逸朗   | 頂真司 川崎逸朗 | 小谷杏子、頂真司、八尋裕子                |

### 放送局
| 放送地域   | 放送局         | 放送期間                | 放送日時           | 放送系列   | 備考                                        |
| ---------- | -------------- | ----------------------- | ------------------ | ---------- | ------------------------------------------- |
| 近畿広域圏 | 毎日放送       | 2012年4月12日 - 7月5日  | 木曜 26:55 - 27:25 | TBS系列    |                                             |
| 東京都     | TOKYO MX       | 2012年4月14日 - 6月30日 | 土曜 22:30 - 23:00 | 独立局     |                                             |
| 日本全域   | ニコニコ生放送 | 2012年4月18日 - 7月4日  | 水曜 24:00 - 24:30 | ネット配信 | 生放送30分後に1週間無料アーカイブ配信あり。 |
| 中京広域圏 | 中部日本放送   | 2012年4月18日 - 7月4日  | 水曜 26:30 - 27:00 | TBS系列    |                                             |
| 日本全域   | AT-X           | 2012年4月19日 - 7月5日  | 木曜 10:00 - 10:30 | CS放送     | リピート放送あり                            |

### 関連商品

#### CD
時世界〜トキセカイ〜／ふわっふわのまほう
2012年5月23日発売。

#### DVD / Blu-ray Disc
2012年7月27日から12月21日まで発売された。初回封入特典としてPSPゲームの連動パスワードが封入されている。各巻の映像特典としてピクチャードラマ「ル・クール業務日誌」「心がとどいた」が収録されている。
| 巻数 | 発売日         | 収録話          | 規格品番   | 規格品番   |
| 巻数 | 発売日         | 収録話          | BD         | DVD        |
| ---- | -------------- | --------------- | ---------- | ---------- |
| 1    | 2012年7月27日  | 第1話 - 第2話   | AVXA-49681 | AVBA-49671 |
| 2    | 2012年8月24日  | 第3話 - 第4話   | AVXA-49682 | AVBA-49672 |
| 3    | 2012年9月28日  | 第5話 - 第6話   | AVXA-49683 | AVBA-49673 |
| 4    | 2012年10月26日 | 第7話 - 第8話   | AVXA-49684 | AVBA-49674 |
| 5    | 2012年11月21日 | 第9話 - 第10話  | AVXA-49685 | AVBA-49675 |
| 6    | 2012年12月21日 | 第11話 - 第12話 | AVXA-49686 | AVBA-49676 |

## WEBラジオ
『アニメ「シャイニング・ハーツ」〜ふわっふわのラジオ〜』は、2012年4月12日から9月20日までHiBiKi Radio Station、音泉で配信されていたラジオ番組。毎週木曜日更新。全23回。パーソナリティは三上枝織（エアリィ 役）と以下のゲスト。
ゲスト
- #2（2012年4月19日） - 神谷浩史（リック 役）
- #3,4（2012年4月26日、5月3日） - 伊藤かな恵（アミル 役）
- #5,6（2012年5月10日、17日） - 相沢舞（ネリス 役）
- #7,8（2012年5月24日、31日） - 広橋涼（ローナ、ラナ 役）
- #9,10（2012年6月14日、21日） - 桑島法子（カグヤ 役）
- #11,12（2012年6月28日、7月5日） - 金田朋子（ソルベエ 役）
- #13,14（2012年7月12日、7月19日） - 橘田いずみ（クイーン 役）
- #15,16（2012年7月26日、8月2日） - 中井和哉（ディラン 役）
- #17,18（2012年8月9日、8月16日） - 緑川光（ラグナス 役）
- #19,20（2012年8月23日、8月30日） - 斎藤千和（シャオメイ 役）
- #21,22（2012年9月6日、9月13日） - 相沢舞（ネリス 役）

関連CD
- アニメ「シャイニング・ハーツ」〜ふわっふわのラジオ〜 Vol.1（2012年6月27日発売）